# خاتم مونوسيروس

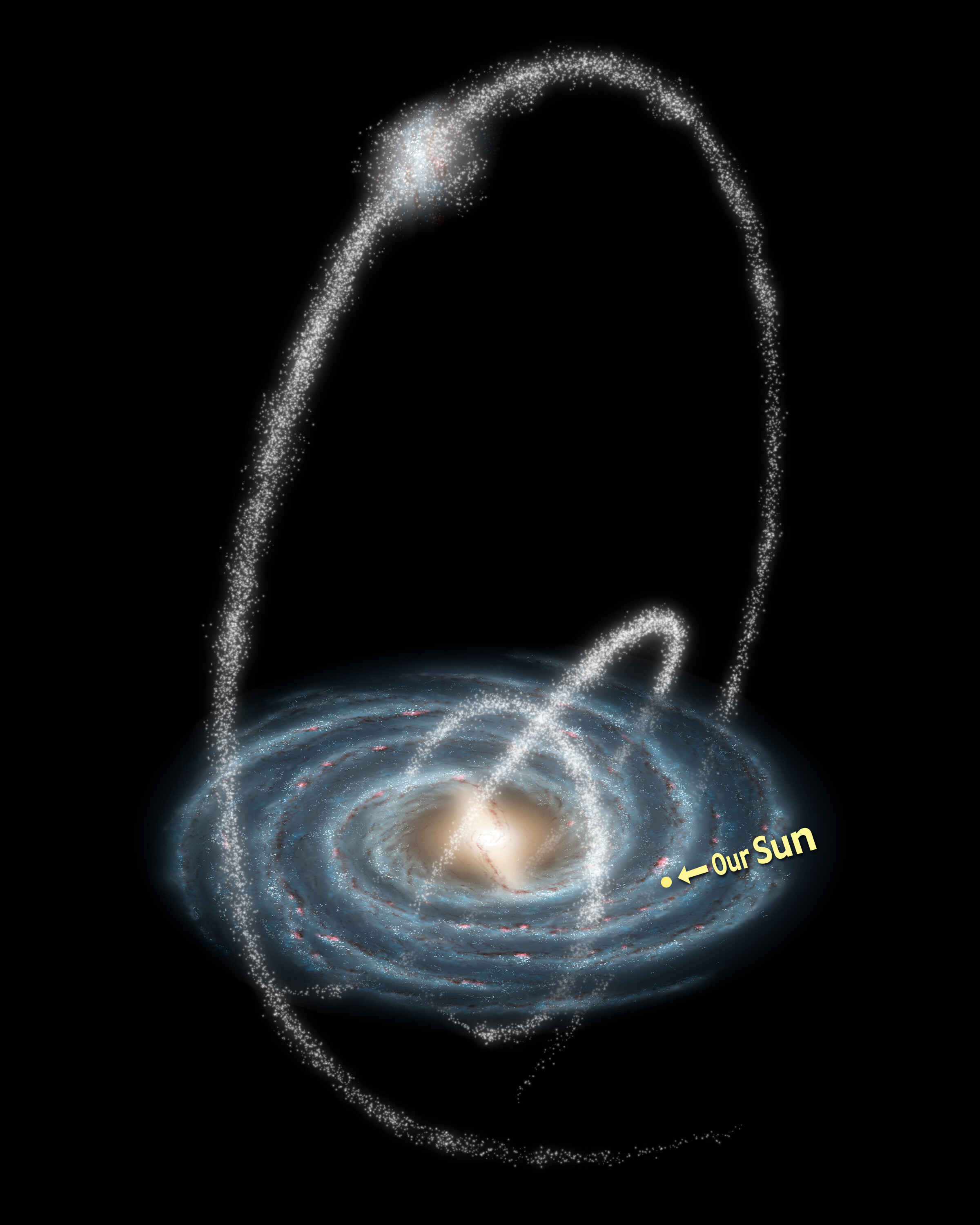
تصور فني لتيارات نجمية حول درب التبانة

خاتم مونوسيروس حلقة مونوسيروس (بالإنجليزية: Monoceros Ring)‏ عبارة عن خيوط طويلة معقدة ومتشابكة من النجوم تلتف ثلاث مرات حول درب التبانة مثل الخاتم. ومن المقترح أنة يتكون من تيار نجمي تمزق من مجرة كانيس ميجور القزمة بواسطة قوى الجذب المدّية الناتجة عن عملية الاندماج مع درب التبانة على مدى فترة تمتد لمليارات السنين. على الرغم من أن هذة الفكرة موضع خلاف طويل. تقدر كتلة الخاتم بنحو 100 مليون كتلة شمسية وطولة 200,000 سنة ضوئية .

## الإكتشاف
وقد تم الإبلاغ عن تيار النجوم هذا لأول مرة في عام 2002 من قبل علماء الفلك الذين أجروا مسح سلون الرقمي للسماء. ولقد أكتشفت مجرة كانيس ميجور القزمة في أثناء دراسة هذه الحلقة النجمية، ومجموعة متقاربة من العناقيد الكروية مماثلة لتلك العناقيد المترابطة مع مجرة الرامي الإهليجية القزمة.

## شكوك
في عام 2006، أثارت نتائج دراسة أجريت باستخدام بيانات المسح الميكروي الثنائي لكامل السماء الشكوك حول طبيعة «الحلقة»، بحجة أن البيانات تشير إلى أن الحلقة هي في الواقع جزء من القرص المجري المشوه لدرب التبانة. ومع ذلك، تشير دراسة باستخدام مقراب أنجلو الاسترالي نشرت في عام 2007 إلى أن القرص المشوه لا يمكن أن يكون هذا الهيكل المرصود، وبالتالي ينبغي انة تشكل بالتالي إما نتيجة توهج القرص المجري أو قد يكون أصلة من منطقة خارج المجرة .
وقد أعاد العديد من أعضاء المجتمع العلمي مؤخرا تأكيد موقفهم الذي يؤكد أن بنية حلقة مونوسيروس ليست أكثر من كثافة مفرطة ينتجها القرص السميك المتوهج والمشوه لدرب التبانة. في عام 2015، أشارت دراسة قام بها فريق دولي من العلماء، بعد فرز وغربلة بيانات المجرة من مسح سلووان الرقمي للسماء، أن درب التبانة هي في الواقع أكبر بنسبة 50 في المئة مما كان يعتقد سابقا . واتضح أن قرص درب التبانة ليس مجرد قرص من النجوم في مستوي مسطحة، ولكنة مموج . ويبدو أن هناك ما لا يقل عن أربعة تموجات في قرص درب التبانة. ويفترض العلماء أن هذا النمط سوف يتم العثور عليه في جميع أنحاء القرص.

## وصلة خارجية
- Rippled Milky Way may be much larger than previously estimated